# Nadya Melati
Nadya Melati (* 3. Dezember 1986 in Jakarta) ist eine indonesische Badmintonspielerin. 

## Karriere
Nadya Melati gewann bei der indonesischen Meisterschaft 2005 Gold im Damendoppel. Bei den Weltmeisterschaften der Studenten 2006 wurde sie in der gleichen Disziplin Dritte. 2007 erkämpfte er sich mit dem indonesischen Team Bronze bei der Universiade. Bei den Weltmeisterschaften der Studenten 2008 gewann sie erneut Bronze im Damendoppel. Ein Jahr später belegte sie Platz zwei bei den India Open.

## Sportliche Erfolge
| Saison | Veranstaltung                     | Disziplin   | Platz | Name                                     |
| ------ | --------------------------------- | ----------- | ----- | ---------------------------------------- |
| 2005   | Indonesien: Einzelmeisterschaften | Damendoppel | 1     | Nitya Krishinda Maheswari / Nadya Melati |
| 2006   | Weltmeisterschaften der Studenten | Damendoppel | 3     | Nitya Krishinda Maheswari / Nadya Melati |
| 2006   | Surabaya International            | Damendoppel | 2     | Nitya Krishinda Maheswari / Nadya Melati |
| 2007   | Universiade                       | Team        | 3     | Indonesien                               |
| 2008   | Weltmeisterschaften der Studenten | Damendoppel | 3     | Devi Tika Permatasari / Nadya Melati     |
| 2009   | India Open Grand Prix             | Damendoppel | 2     | Devi Tika Permatasari / Nadya Melati     |